# Culbertson (Nebraska)
Culbertson is een plaats (village) in de Amerikaanse staat Nebraska, en valt bestuurlijk gezien onder Hitchcock County.

## Demografie
Bij de volkstelling in 2000 werd het aantal inwoners vastgesteld op 594. In 2006 is het aantal inwoners door het United States Census Bureau geschat op 550, een daling van 44 (-7,4%).

## Geografie
Volgens het United States Census Bureau beslaat de plaats een oppervlakte van 2,2 km², geheel bestaande uit land. Culbertson ligt op ongeveer 794 m boven zeeniveau.

## Plaatsen in de nabije omgeving
De onderstaande figuur toont nabijgelegen plaatsen in een straal van 36 km rond Culbertson.